# Online Mendelian Inheritance in Man
Online Mendelian Inheritance in Man (OMIM) ist eine Datenbank, in der Gene des Menschen und deren Mutationen erfasst sind. Erbliche Erkrankungen sind dadurch sehr einfach identifizierbar. Die Datenbank enthält außerdem Informationen über klinische Symptome, Erbgang, Molekulargenetik und wissenschaftliche Publikationen zu diesem Thema. Die Website erlaubt einfache Suche nach Begriffen, aber auch zusammengesetzte Suchen mit Booleschen Operatoren AND, OR und NOT, mehrstufig zusammengesetzten Suchaufträgen und die „geografische“ Angabe der zu durchsuchenden Chromosomenregionen. Auch ein Index ist verfügbar. OMIM gehört – ähnlich wie die Datenbank PubMed – zum National Center for Biotechnology Information (NCBI) der USA.

## Hintergrund
Mendelian Inheritance in Man wurde erstmals 1966 als Buchkatalog von Victor McKusick veröffentlicht, der dem Projekt auch immer verbunden blieb. – Übersetzung des Namens: Menschliche Vererbung nach den Mendelschen Regeln.
OMIM wird von der Johns Hopkins University kuratiert und wird über die United States National Library of Medicine (NLM) kostenlos zur Verfügung gestellt. Seit 2016 wird bei Benutzung der Datenbank zur Deckung der Personalkosten ein freiwilliger Spendenaufruf aktiviert.
Jeder OMIM-Eintrag wird von Wissenschaftlern und Ärzten generiert und besteht aus einer Zusammenfassung von Genen und von genetisch bestimmten Phänotypen mit den dazugehörigen Links zu anderen Datenbanken, vor allen solchen, die durch das National Center for Biotechnology Information (NCBI), eine Unterorganisation des NLM zur Verfügung gestellt werden (z. B. Entrez Nucleotide, Entrez Protein, UniGene usw.)
Im Februar 2019 waren bei knapp 25000 verzeichneten Gendefekten die Loci von etwa 15000 Defekten kartiert, da eine vollständige Korrelation mit dem Genotyp nach wie vor nicht möglich ist.